# Morón (Kuba)
Morón – miasto i gmina w środkowej części Kuby, w prowincji Ciego de Ávila. W 2010 roku gmina liczyła 65 226 mieszkańców.
Miasto położone jest na południe od jeziora Laguna de Leche. W granicach gminy, poza miastem i jego okolicami, znajduje się m.in. wyspa Cayo Coco.
Istotną rolę w gospodarce miasta odgrywa przemysł przetwórczy oparty na regionalnych produktach rolnych (tytoń, cukier, kakao, kawa, owoce i wołowina) oraz drzewny.